# Баландин, Алексей Александрович
Алексе́й Алекса́ндрович Бала́ндин (8 (20) декабря 1898, Енисейск — 22 мая 1967, Москва) — советский химик-органик, физикохимик, академик Академии наук СССР (1946). Создатель мультиплетной теории гетерогенного катализа. Лауреат Сталинской премии второй степени (1946)

## Родители
Отец — Александр Баландин — золотопромышленник, выпускник Санкт-Петербургского университета, кандидат естественных наук , приват-доцент Императорского Санкт-Петербургского университета.
Мать — Вера Арсеньевна Баландина (Емельянова), выпускница Бестужевских высших женских курсов в Петербурге. Изучала химию в Институте Пастера (Париж). Магистр естественных наук. Построила в Енисейске химическую лабораторию, открыла частную библиотеку.

## Биография
В 1908 году семья переехала в Москву для образования детей. Алексей Баландин поступил в частную гимназию Поповой. В 1916 году окончил гимназию с золотой медалью. Учился в Московском университете (медицинский факультет, 1916—1917), Томском государственном университете (химический факультет,  1917—1920), Петроградском университете (химический факультет, 1921—1922). 
В 1923 году получил диплом естественного отделения физико-математического факультета МГУ по специальности «физическая химия». В 1928 году защитил кандидатскую диссертацию на тему: «Кинетика каталитической дегидрогенизации циклогексана и циклогексанола». В 1927—1934 годах принимал участие в составлении «Технической энциклопедии» под редакцией Л. К. Мартенса, автор статей по тематике «химия». В 1930 году начал чтение курса «Органический катализ» на химическом факультете МГУ. В 1934 году без защиты диссертации Баландину была присуждена учёная степень доктора химических наук. В 1934 году Баландин стал профессором кафедры органической химии МГУ.
Руководитель лаборатории органического катализа НИИ химии (с 1934—1936). 
16 июля 1936 года арестован и административно сослан на пять лет в Оренбург (тогдашний город Чкалов), где работал в аналитической лаборатории завода «Автотрактордеталь», а с марта 1938 по июнь 1939 года — преподавателем физики и химии в средней школе № 1 для взрослых.
В 1939 году Баландин организовал лабораторию органического катализа на химическом факультете МГУ. Руководитель кафедры органического катализа на химическом факультете МГУ (1940—1967). 
По возвращении из эвакуации в Москву в 1943 году  избран членом-корреспондентом АН СССР. Баландин работал как в Академии наук, так и в Московском университете. В 1943—1944 годах под его руководством были завершены работы по исследованию реакции дегидрогенизации углеводородов с открытой цепью, которые позволили получить из газов, образующихся при крекинге нефти, очень нужный для народного хозяйства синтетический каучук. В 1946 году за исследования в области органического катализа Баландину была присуждена Сталинская премия. Был избран в действительные члены АН СССР (1946). Декан химического факультета МГУ (1948—1949).
С марта 1949 по май 1953 года Баландин был арестован по «красноярскому делу» и отбывал срок в Норильлаге.

Баландин был дважды репрессирован по надуманным обвинениям (скорее всего, из-за происхождения: его отцом был золотопромышленник), находился в ссылке в городе Чкалове (Оренбург) в 1936—1939 годах, был заключённым в Норильлаге в 1949—1953 годах. И дважды был полностью реабилитирован благодаря ходатайствам Н. Д. Зелинского. Борис Владимирович Витман в своей книге «Шпион, которому изменила Родина» писал: 
Как-то, просматривая старую подшивку журналов «Химия», в одном из номеров, на первой странице я увидел большой портрет и сразу узнал работавшего в нашей лаборатории Алексея Александровича Баландина. Под портретом перечислялись все его многочисленные титулы: доктор химических наук, член многих академий мира... Не хватало только последнего звания — зэк и должности — дневальный по цеху — так он числился по штатному расписанию в зоне.
С 1953 года — заведующий кафедрой органического катализа на химическом факультете МГУ, заведующий мемориальной лабораторией им. Н. Д. Зелинского (ЛИНДЗ) при Институте органической химии Академии наук СССР, заведующий лабораторией кинетики контактных органических реакций (Институт органической химии Академии наук СССР), председатель учёного совета по проблеме «Научные основы подбора катализаторов» при отделении химических наук АН СССР, председатель секции катализа учёного совета Института органической химии им. Н. Д. Зелинского АН СССР, член редколлегии «Журнала физической химии» АН СССР.
Баландин создал новую, наиболее общую мультиплетную теорию катализа, устанавливающую не только структурное, но и энергетическое соответствие между катализатором и молекулой реагирующих веществ. Эта теория позволяла в определённых случаях точно предсказать оптимальный катализатор для реакции. Она была использована Баландиным и его сотрудниками в исследованиях процессов гидро- и дегидрогенизации углеводородов и других реакций, имеющих важное практическое значение.
Похоронен на Новодевичьем кладбище.

## Основные направления научной деятельности
- Мультиплетная теория катализа (1929), основанная на предположении о структурном сходстве молекулы реагента и поверхности катализатора;
- Теория каталитического гидрирования непредельных органических соединений;
- Исследования кинетики и механизма реакций гидрирования и дегидрирования насыщенных и ненасыщенных углеводородов.

В 1935 году развил представление о принципе энергетического соответствия, установив зависимость величины энергетического барьера реакции от адсорбционного потенциала. В 1933 году первым стал изучать энергию активации гидрогенно-каталитических реакций. В 1936 году предложил уравнение кинетики реакций в проточных системах. В 1932—1942 годах разработал принципы классификации органических каталитических реакций, позволившие предсказать реакции дегидрогенизации, по которым были синтезированы мономеры для синтетического каучука. В 1950 году разработал методы определения энергий связи реагентов с катализаторами. В 1956 году развил теорию химической миграции поверхностных атомов твёрдых катализаторов под влиянием базисной реакции. В 1960-е годы разработал методы расчёта кривых гидрогенизации смесей, предвычисления избирательности катализаторов.

## Награды и премии
- орден Ленина (27.03.1954)
- орден Трудового Красного Знамени (10.06.1945; 1958)
- медаль «За доблестный труд в Великой Отечественной  войне 1941—1945 гг.» (1945)
- медаль «В память  800-летия Москвы» (1948)
- Сталинская премия второй степени (1946)[6]
- Премия имени Д. И. Менделеева АН СССР (1936) — за работы по катализу в области органической химии
- Премия имени С. В. Лебедева АН СССР (1946)

## Память
- В честь А. А. Баландина назван кратер на обратной стороне Луны.
- Мемориальная доска с именем А. А. Баландина открыта (1973) в корпусе химического факультета (2-й этаж, южное крыло).
- РАН учреждена премия им. А. А. Баландина (1991)[7]